# Chích chòe Andaman
Chích chòe Andaman, tên khoa học Copsychus albiventris, là một loài chim trong họ Muscicapidae. Chúng là loài đặc hữu của Quần đảo quần đảo Andaman.